# 長體小鰾鮈
长体小鰾鮈（学名：Microphysogobio elongata）为輻鰭魚綱鯉形目鲤科小鰾鮈屬的鱼类，是中国的特有物种。分布于西江、北江、东江等，體長可達8.5公分。该物种的模式产地在广西桂林、柳江、宁明。
其种加词“elongata”意为“长的”。